# Archives nationales de Singapour
Pour les articles homonymes, voir Archives nationales (homonymie).

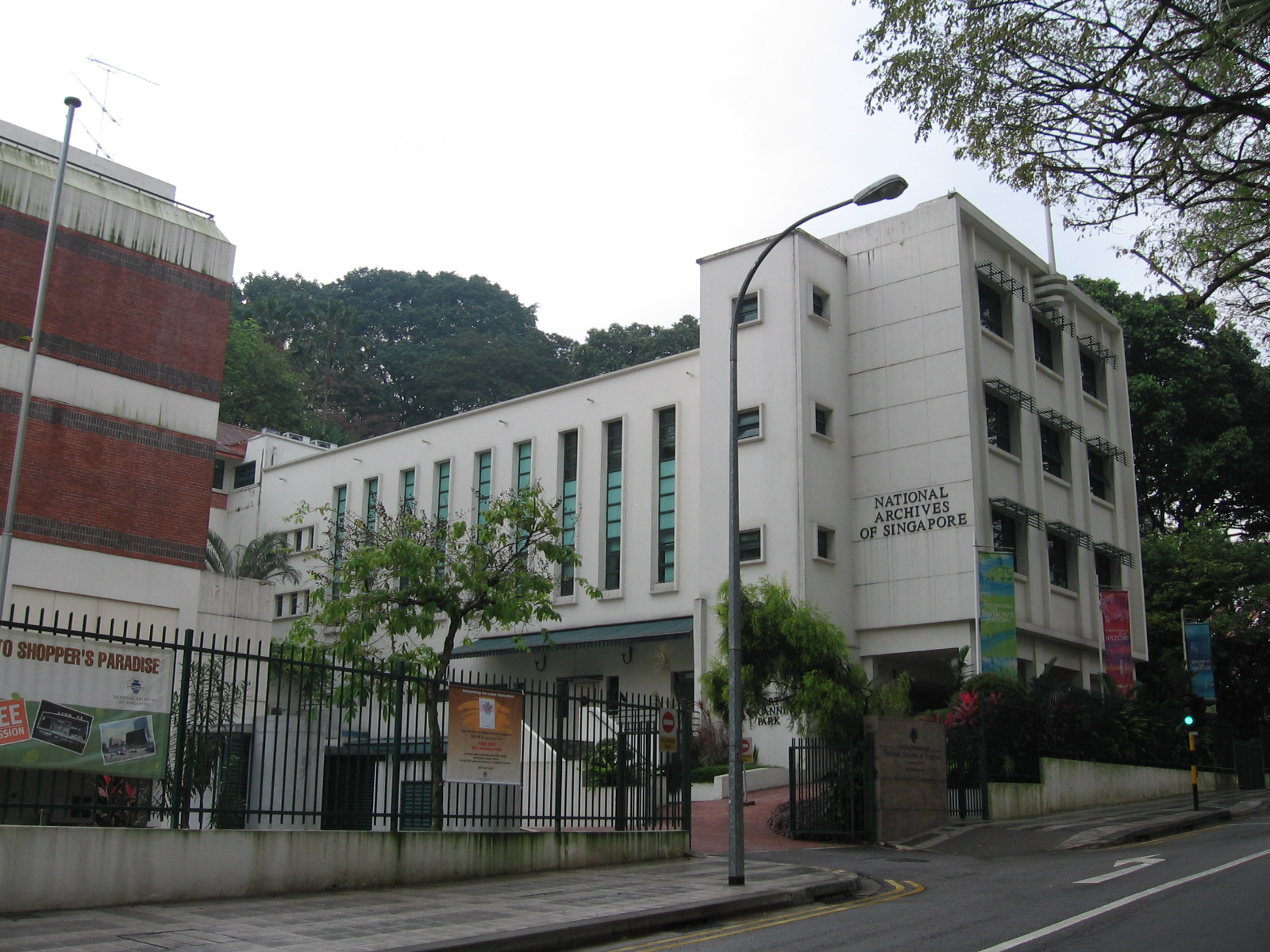
Le siège des Archives nationales de Singapour.

Les Archives nationales de Singapour (en anglais : National Archives of Singapore) est une institution de l'administration singapourienne  chargé de la conservation et de la gestion des archives de cette cité-état du Sud-Est asiatique.

## Histoire

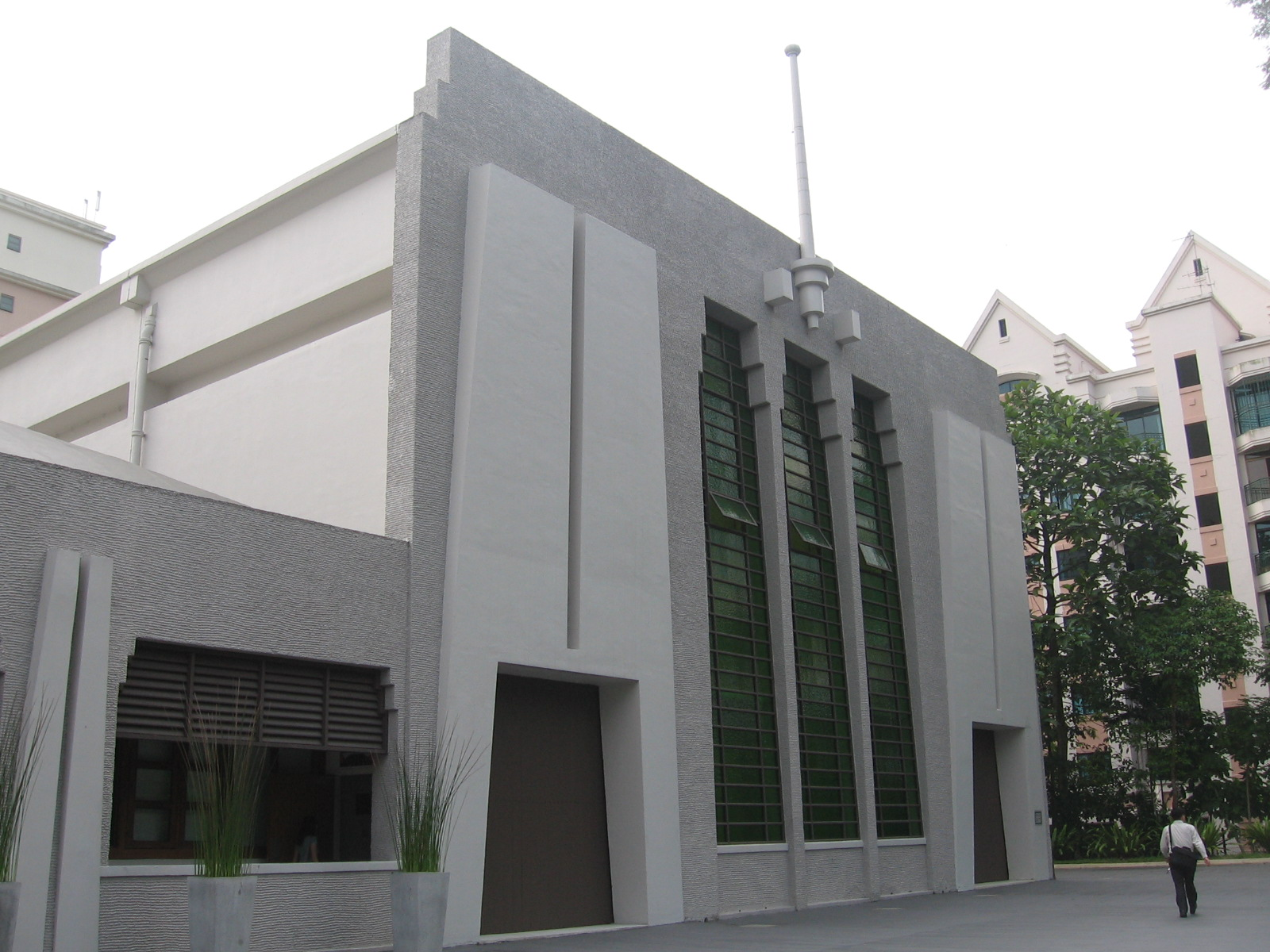
L'ancienne usine Ford de Singapour qui sert de dépôt aux archives

Les origines de cette institution remontent à 1938, date à laquelle est créé un poste d'archiviste au sein de la bibliothèque-musée Raffle qui deviendra à l'indépendance le Musée national de Singapour. La cité-état devient indépendante en 1965et en 1968 les Archives nationales sont fondées. Son siège est situé depuis 1997 au 1 Canning Rise. En 2005, afin d'augmenter ses capacités de stockage, l'institution achète le site de l'ancienne usine Ford qui a une importance historique forte puisqu'il s'agit du lieu où les troupes britanniques ont signé leur reddition lors de la bataille de Singapour en 1942.

## Organisation et missions
Les Archives nationales sont gérées par le bureau de la bibliothèque nationale, une agence dépendant du ministère de l'Information et de la Communication de Singapour. Les missions des archives nationales sont définies par le National library board act daté de 1995.  :
- Conserver les documents produits par les administrations publiques et les conseiller sur leur politique d'archivage.
- Recueillir les archives audiovisuelles produites ou diffusées à Singapour
- Recueillir des témoignages oraux sur l'histoire de Singapour
- Recueillir ou acquérir des fonds d'archives permettant de documenter l'histoire du pays.
- Promouvoir les archives[3].

## Site officiel
- (en) Archives nationales de Singapour